# 曾幼诚
曾幼诚（1923年—2006年12月7日），湖北武汉人，中国人民解放军将领、中国人民解放军空军中将。
1988年，授予中国人民解放军空军中将，曾任济南军区空军纪委书记。